# Minoo Khaleghi
Minoo Khaleghi (em persa: مینو خالقی; nascida em 1985, em Isfahan) é uma jurista e ativista reformista iraniana. Nas eleições parlamentares de 2016, Minoo Khaleghi conquistou um assento, no entanto, ela foi desclassificada pelo Conselho dos Guardiães após a eleição.

## Biografia
Minoo Khaleghi nasceu em 1985, em Isfahan. Ela vem de uma família bem conhecida, cujo tio - Nasser Khaleghi - serviu no gabinete do presidente Mohammad Khatami. Formada em Direito pela Universidade de Isfahan e pós-graduada em Direito Islâmico pela Universidade Allameh Tabataba'i, Minoo Khaleghi é PhD em Ciência e Investigação pela Universidade Islâmica Azad. Seus campos de pesquisa incluem o Direito Público e o Direito à Comunicação. Ela tem sido uma jornalista na mídia local e ativista em organizações não-governamentais locais, com foco nos direitos das mulheres e ambientalismo. Minoo Khaleghi é também membro do "Comitê de recursos naturais e mudanças climáticas" e da Câmara de Comércio, Indústrias, Minas e Agricultura de Isfahan.

## Eleição legislativa de 2016
Como uma candidata autodeclarada moderada-reformista, ela recebeu a terceira maior votação na região de Isfahan e foi eleita como membro do parlamento. Em uma entrevista com o Financial Times, Minoo Khaleghi afirmou que seu objetivo é "lutar pelos direitos das mulheres que chefiam famílias e aumentar o apoio que recebem da lei".

### Desqualificação
Em 20 de março de 2016, o último dia do Noruz, de acordo com o calendário iraniano, o Conselho de Guardiães decidiu que Minoo Khaleghi não poderia tomar seu assento porque seus votos são "nulos e sem efeito", e não deu uma razão para a decisão. Em uma carta aberta, Khaleghi disse que não tinha encontrado nenhum membro do conselho nos dias antes ou após a eleição, e ela rejeitou "rumores sem limites", que questionaram a sua "dignidade e caráter", como uma muçulmana. De acordo com rumores cotados em múltiplas fontes iranianas, ela foi desqualificada por causa de uma suposta foto onde ela é vista sem o uso do hijab, o conjunto de vestimentas preconizado pela doutrina islâmica, que permite a privacidade, a modéstia e a moralidade, ou ainda "o véu que separa o homem de Deus".